# Togutschin
Togutschin (russisch Тогучин) ist eine Stadt in der westsibirischen Oblast Nowosibirsk (Russland) mit 21.900 Einwohnern (Stand 14. Oktober 2010).

## Geografie

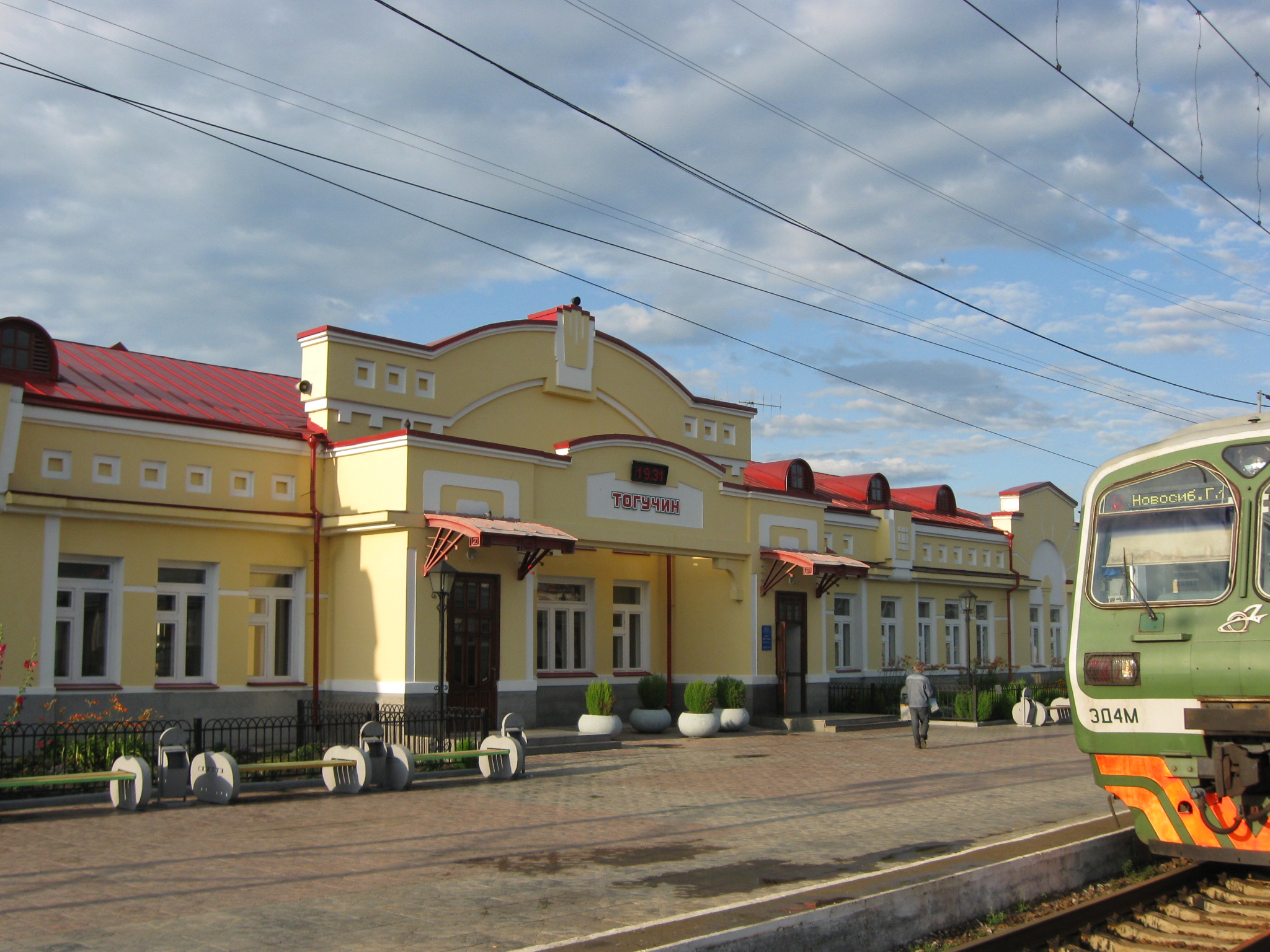
Bahnhof Togutschin

Die Stadt liegt im südöstlichen Teil des Westsibirischen Tieflandes, etwa 125 km östlich der Oblasthauptstadt Nowosibirsk, am Fluss Inja, einem rechten Nebenfluss des Ob. Das Klima ist kontinental.
Die Stadt Togutschin ist Verwaltungszentrum des gleichnamigen Rajons.

## Geschichte
Togutschin, an dessen Stelle bereits seit dem 17. Jahrhundert ein Dorf existierte, entstand 1929 als Siedlung im Rahmen des Baus der Eisenbahnstrecke Nowosibirsk – Nowokusnezk und erhielt 1945 Stadtrecht.

### Bevölkerungsentwicklung
| Jahr | Einwohner |
| ---- | --------- |
| 1939 | 12.464    |
| 1959 | 19.619    |
| 1970 | 20.550    |
| 1979 | 22.632    |
| 1989 | 23.189    |
| 2002 | 22.179    |
| 2010 | 21.900    |

Anmerkung: Volkszählungsdaten